# 三遊亭鳳笑
三遊亭 鳳笑（さんゆうてい ほうしょう、本名・伊藤 哲、1977年11月23日 - ）は、五代目圓楽一門会に所属する落語家。出囃子　雨ふり（童謡）身長162cm、体重45kg。

## 経歴
親は英語教師。常葉大学附属菊川高等学校、立正大学経営学部卒業。
イギリス・ブライトンに一年ホームステイの後、再度立正大学文学部哲学科3年に編入学、中退。
2006年4月、三遊亭鳳楽に入門。
2010年10月、二つ目昇進。
2020年4月、真打昇進。